# Леордоаса (Долж)
Леордоаса (рум. Leordoasa) насеље је у Румунији у округу Долж у општини Арђетоаја. Oпштина се налази на надморској висини од 232 m.

## Становништво
Према подацима из 2002. године у насељу је живело 483 становника, од којих су сви румунске националности.